# وي جينغشينغ
وي جينغشنغ (بالصينية: 魏京生؛ ولد في بكين 20 مايو 1950) ناشط حقوقي صيني إشتهر بتورطه في الحركة الديمقراطية الصينية ولقد فاز بجائزة سخاروف لحرية الفكر عام 1996.

## روابط خارجية
- وي جينغشينغ على موقع مونزينجر (الألمانية)